# Kanzel (Romegoux)

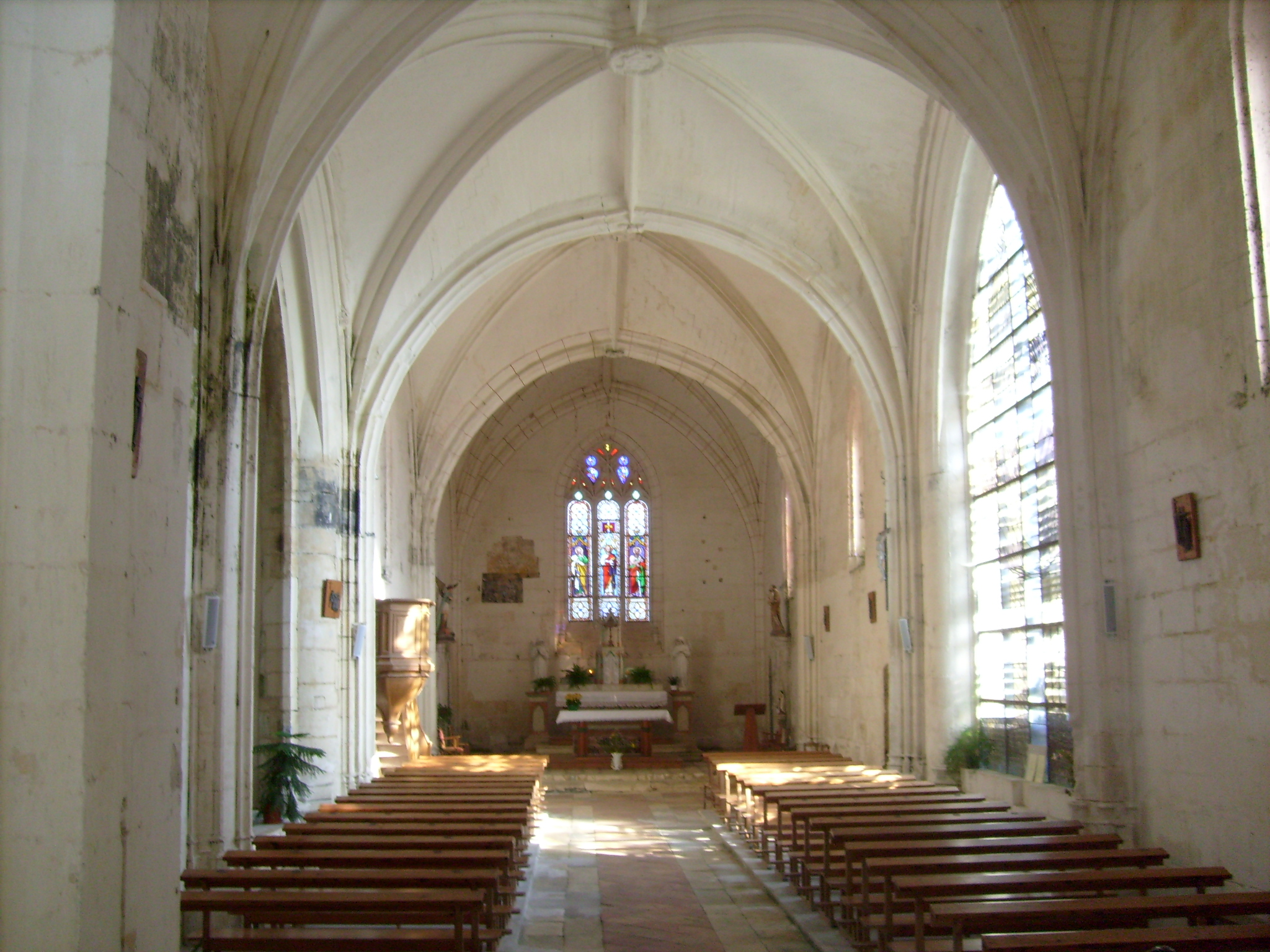
Kanzel in Romegoux (links)

Die Kanzel in der Kirche St-Pierre in Romegoux, einer französischen Gemeinde im Département Charente-Maritime der Region Nouvelle-Aquitaine, wurde im 19. Jahrhundert geschaffen. Die Kanzel aus Eichenholz wurde 2004 als Monument historique in die Liste der geschützten Objekte (Base Palissy) in Frankreich aufgenommen.
Die zwei Meter hohe Kanzel steht auf einem zylindrischen Sockel, sie ist komplett schmucklos. Der Schalldeckel ist nicht mehr vorhanden.